# بادهای سانتا آنا

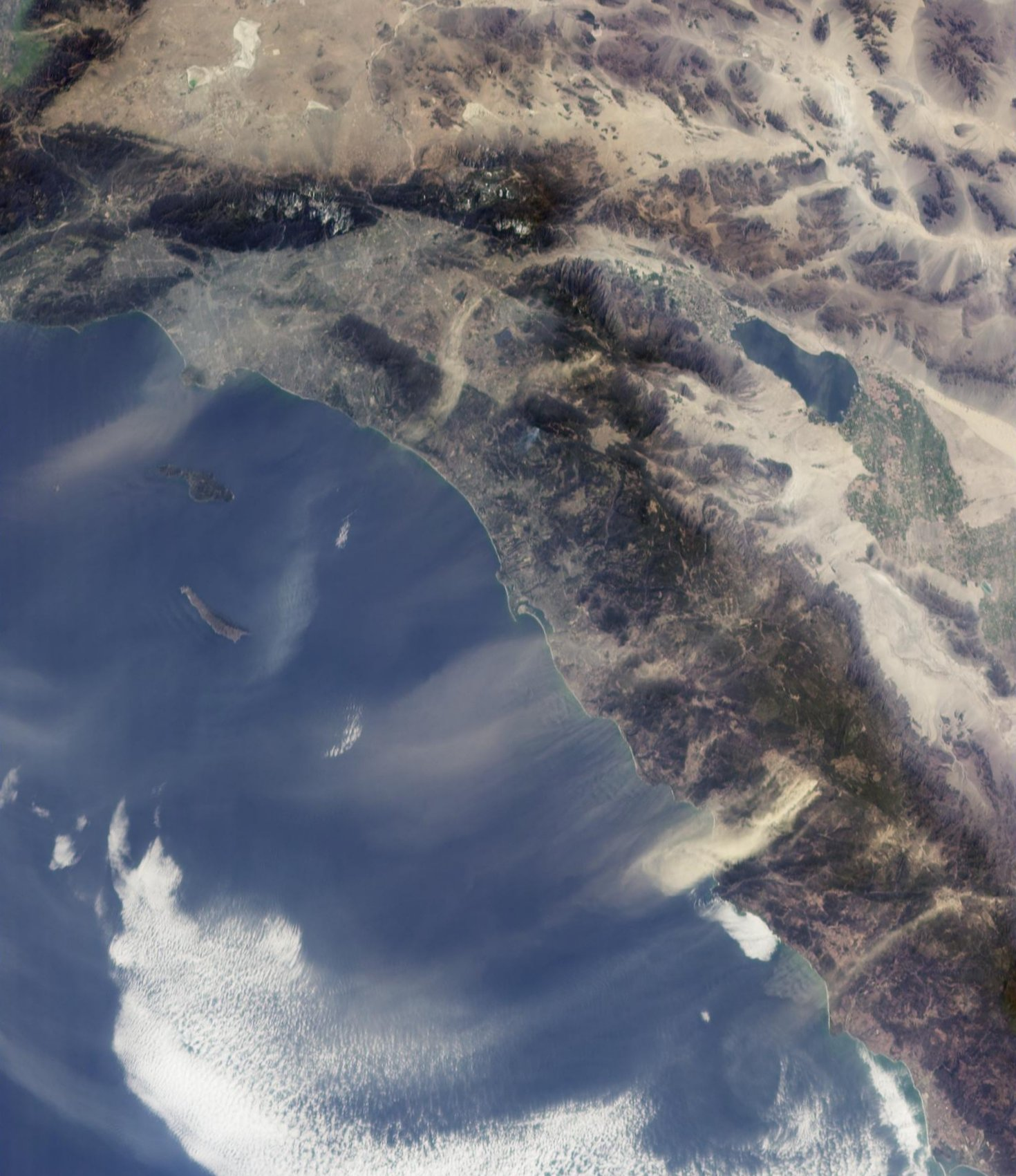
بادهای سانتا آنا از بیابان‌ها به سمت سواحل کالیفرنیا جنوبی می‌وزند، گرد و غبار و دود ناشی از آتش‌سوزی جنگلها را تا دورترین نقاط اقیانوس آرام می‌رانند. لس آنجلس در قسمت بالا و سمت چپ تصویر قرار دارد، در حالی که سن دیگو نزدیک به مرکز تصویر است.

بادهای سانتا آنا (انگلیسی: Santa Ana winds) که گاهی به عنوان «بادهای شیطانی» نیز شناخته می‌شوند، بادهای قوی و بسیار خشکی هستند که از داخل سرزمین‌های خشک به سوی سواحل کالیفرنیا جنوبی و شمالی باخا کالیفرنیا حرکت می‌کنند. این بادها از توده‌های هوای خنک و خشک که در حوضه بزرگ ایجاد می‌شوند، نشأت می‌گیرند.
بادهای سانتا آنا به دلیل هوای گرم و خشک خود در پاییز (که اغلب گرم‌ترین زمان سال است) شناخته می‌شوند، اما می‌توانند در دیگر مواقع سال نیز به وقوع بپیوندند. این بادها معمولاً کمترین رطوبت نسبی را در سواحل کالیفرنیا جنوبی به ارمغان می‌آورند و «آسمان‌هایی با وضوح زیبا» را ایجاد می‌کنند. این رطوبت‌های پایین، همراه با هوای گرم و فشرده، و سرعت بالای بادها، شرایط بحرانی برای آتش‌سوزی جنگل‌ها ایجاد کرده و آتش‌سوزی‌های ویرانگر را به وجود می‌آورد.
به‌طور معمول، حدود ۱۰ تا ۲۵ واقعه باد سانتا آنا در سال رخ می‌دهد. هر واقعه باد سانتا آنا می‌تواند از یک تا هفت روز به طول بینجامد و متوسط مدت آن سه روز است. طولانی‌ترین واقعه باد سانتا آنا در نوامبر ۱۹۵۷، بادی به مدت ۱۴ روز بود. بیشترین خسارت‌های ناشی از بادهای شدید معمولاً در حوضه رودخانه سانتا آنا در شهرستان اورنج، حوضه رودخانه سانتا کلارا در شهرستان ونچورا و شهرستان لس آنجلس، از طریق دره نیوهال به دره سن فرناندو در شهرستان لس آنجلس، و از طریق گذرگاه کاجون به شهرستان سن برناردینو در نزدیکی شهرهای سن برناردینو، فونتانا و چینو اتفاق می‌افتد.

## توضیحات

### هواشناسی

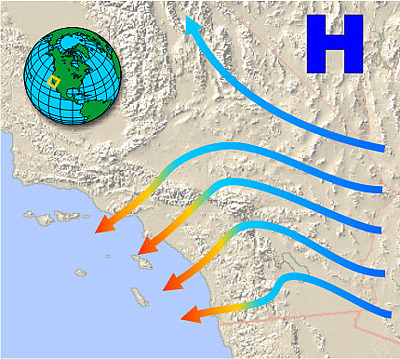
این تصویر نقشه، یک مرکز پرفشار مشخص را نشان می‌دهد که در حوضه بزرگ قرار دارد. جریان بادی واچرخند به صورت ساعت‌گرد از مرکز پرفشار سرچشمه گرفته و موجب رخداد باد سانتا آنا می‌شود. این پدیده زمانی رخ می‌دهد که توده هوای خشک از طریق گردنه‌ها و دره‌های جنوب کالیفرنیا عبور کرده و به‌صورت بادی خشک با جهت شمال‌شرقی ظاهر می‌شود.

بادهای سانتا آنا باد پایین‌رو هستند (یونانی برای "جریان به سمت پایین") که از ارتفاعات بالاتر برخاسته و به سمت سطح دریا می‌وزند. خدمات هواشناسی ملی ایالات متحده آمریکا بادهای سانتا آنا را به عنوان «یک شرایط جوی [در کالیفرنیا جنوبی] تعریف می‌کند که در آن بادهای قوی، داغ و حامل گرد و غبار از مناطق بیابانی داخل کشور به سمت سواحل اقیانوس آرام در اطراف لس آنجلس می‌وزند».
بادهای سانتا آنا از توده‌های هوای مرکز پرفشار در حوضه بزرگ و بخش‌های بالایی بیابان موهاوی سرچشمه می‌گیرند. هر مرکز کم‌فشار در اقیانوس آرام، در نزدیکی سواحل کالیفرنیا، می‌تواند پایداری مرکز پرفشار حوضه بزرگ را تغییر دهد و باعث شیو فشار شود که بادهای هواشناسی مقیاس سینوپتیک را به سمت جنوب و از سمت شرقی سیرا نوادا (ایالات متحده) به سمت منطقه کالیفرنیا جنوبی هدایت می‌کند. به گفته یک مجله هواشناسی، «یک قانون سرانگشتی رایج در میان پیش‌بینی‌کنندگان این است که تفاوت فشار بین فرودگاه بین‌المللی لس آنجلس و لاس وگاس را اندازه‌گیری کنند؛ تفاوت ۹ بار (یکا) (۰٫۲۷ اینچ جیوه) برای پشتیبانی از یک رویداد سانتا آنا کافی است.» هوای خشک در یک چرخش عقربه‌ای از مرکز پرفشار به سمت بیرون جریان می‌یابد. این توده هوای خشک از صحرای شرقی کالیفرنیا به سمت ساحل می‌وزد و با رشته‌کوه‌های ترنسورس که کالیفرنیا جنوبی ساحلی را از بیابان‌ها جدا می‌کند، برخورد می‌کند. این توده هوا که از فشار بالای حوضه بزرگ به سمت مرکز فشار کم در ساحل می‌وزد، کمترین مقاومت را در مسیری که از دره‌های کوهستانی عبور کرده و به ارتفاعات ساحلی پایین‌تر می‌رود، انتخاب می‌کند، در حالی که منطقه فشار کم در ساحل توده هوا را به سمت دریا می‌کشد.
دره‌های کوهستانی که این بادها را هدایت می‌کنند شامل دره سولداد، دره کاجون و دره سن گورگونیو هستند که همه به‌خوبی برای افزایش سرعت بادهای سانتا آنا شناخته شده‌اند، زیرا بادها از این دره‌ها عبور می‌کنند و شدت پیدا می‌کنند. این افزایش سرعت، که معمولاً به نزدیک مقیاس بوفورت یا بالاتر می‌رسد، به دلیل اثر ونتوری در دره‌ها است. در همان زمان، با کاهش ارتفاع هوا از سطح بالاتر به سطح پایین‌تر، دما و فشار بارومتریک افزایش می‌یابد آهنگ کاهش، به‌طوری‌که دما برای هر ۱۰۰۰ فوت که پایین می‌آید، حدود ۵ درجه فارنهایت (۱ درجه سلسیوس برای هر ۱۰۰ متر) گرم می‌شود. رطوبت نسبی با افزایش دما کاهش می‌یابد. هوا قبلاً توسط بالابری کوهساری قبل از رسیدن به حوضه بزرگ، و همچنین توسط نزول از جو بالایی خشک شده است، بنابراین این گرمایش اضافی معمولاً باعث می‌شود رطوبت نسبی به زیر ۱۰ درصد کاهش یابد.
نتیجه نهایی، بادهای قوی، گرم و بسیار خشکی است که از پایین دره‌های کوهستانی به سمت دره‌ها و دشت‌های ساحلی می‌وزند. این بادهای گرم و خشک که به راحتی می‌توانند سرعتی بیش از ۴۰ مایل بر ساعت (۶۴ کیلومتر بر ساعت) داشته باشند، می‌توانند آتش‌سوزی‌های بوته‌ای یا جنگلی را به‌طور شدیدتر از پیش تشدید کنند، به‌ویژه در شرایط خشکسالی.
در شرایط سانتا آنا معمولاً دمای سواحل بیشتر از بیابان‌ها است، با این که منطقه ساحلی کالیفرنیا جنوبی به بالاترین دماهای سالیانه خود در پاییز می‌رسد تا تابستان. هوای سرد و خشک قطبی از کانادا معمولاً شدیدترین بادهای سانتا آنا را ایجاد می‌کند.

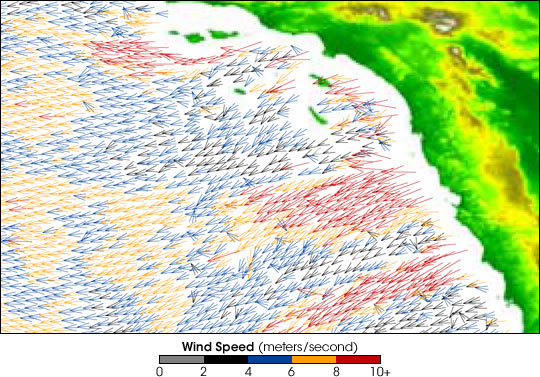
تصویر QuikSCAT که سرعت بادهای سانتا آنا (متر بر ثانیه) را نشان می‌دهد

در حالی که بادهای سانتا آنا کاتاباتیک هستند، اما گرم‌باد نیستند. این بادها ناشی از بارش‌ها در سمت بادخور کوهستان است که گرمای نهفته‌ای را وارد جو می‌کند و سپس در سمت بادپناه کوهستان هوای گرم‌تری ایجاد می‌شود (مثلاً باد شینوک یا فئون اصلی).
اگر بادهای سانتا آنا شدید باشند، معمولاً نسیم دریا روزانه ممکن است به وجود نیاید یا در اواخر روز به‌طور ضعیفی توسعه یابد زیرا بادهای خشک و قوی بیابانی مخالف نسیم دریایی هستند. در شب، بادهای سانتا آنا با نسیم دریا که از خشکی به دریا می‌وزد ترکیب می‌شوند و تقویت می‌شوند زیرا بیابان‌های داخلی بیشتر از دریا خنک می‌شوند به دلیل تفاوت در ظرفیت گرمایی و این‌که هیچ نسیم دریایی رقابتی وجود ندارد.
بادهای سانتا آنا در ذهن عمومی با هوای گرم و خشک مرتبط هستند، اما بادهای سرد سانتا آنا نه تنها وجود دارند بلکه ارتباط قوی‌ای با بالاترین سرعت‌های باد «میانگین منطقه‌ای» دارند.

### تأثیرات منطقه ای
بادهای سانتا آنا اغلب کمترین میزان رطوبت سال را به سواحل کالیفرنیا جنوبی می‌آورند. این رطوبت‌های پایین، همراه با توده هوای گرم و فشرده شده، و سرعت بالای باد، شرایط آب و هوای بحرانی برای آتش‌سوزی ایجاد می‌کنند. ترکیب باد، گرما و خشکی همراه با بادهای سانتا آنا، بیشه‌زارهای کالیفرنیا را به سوختی انفجاری تبدیل می‌کند که به آتش‌سوزی‌های جنگلی معروف در این منطقه دامن می‌زند.
اگرچه بادها اغلب ماهیت تخریبی دارند، اما برخی مزایای آن‌ها نیز وجود دارد. آن‌ها باعث می‌شوند که آب سرد از زیر لایه سطحی اقیانوس بالا بیاید، که با خود بسیاری از مواد مغذی را به همراه می‌آورد و در نهایت به نفع ماهی‌گیری‌های محلی خواهد بود. هنگامی که بادها از روی اقیانوس می‌وزند، دمای سطح دریا حدود ۴ درجه سلسیوس (۷ درجه فارنهایت) کاهش می‌یابد که نشان‌دهنده فراچاهش است. غلظت سبزینه در آب سطحی از صفر، در غیاب بادها، به مقادیر بسیار فعال بیش از ۱٫۵ میلی‌گرم در متر مکعب در حضور بادها می‌رسد.

#### تأثیرات دریایی محلی
در طول بادهای سانتا آنا، امواج دریایی بزرگی می‌توانند شکل بگیرند. این امواج از جهت شمال‌شرقی به سمت سمت‌های معمولاً پناه‌گرفته جزایر جزایر چنل (کالیفرنیا) می‌آیند، از جمله جزایر پر بازدید جزیره سانتا کاتالینا (کالیفرنیا) و جزیره سانتا کروز. بندرها و مکان‌های لنگرگاهی که معمولاً پناهگاه خوبی دارند، مانند آوالون (کالیفرنیا) و تو هاربرز، کالیفرنیا، ممکن است موج‌های بلند و بادهای شدیدی را تجربه کنند که می‌تواند قایق‌ها را از لنگرگاه‌های خود بکشاند. در شرایط سانتا آنا، توصیه می‌شود که قایق‌رانان در سمت جنوبی جزایر تحت تأثیر لنگر بزنند یا به خشکی بازگردند.

## پدیده‌های مرتبط

### مه سانتا آنا
مه سانتا آنا یک پدیده فرعی است که در آن مه سطح زمین در انتهای یک دوره باد سانتا آنا در ساحل کالیفرنیا جنوبی تشکیل می‌شود. هنگامی که شرایط سانتا آنا برقرار است، با بادهایی در دو تا سه کیلومتر بالای سطح زمین (۱٫۲۵–۱٫۸ مایل) از شمال تا شرق، هوای بالای حوضه ساحلی بسیار خشک است و این هوای خشک به سمت آب‌های دورتر از ساحل اقیانوس آرام گسترش می‌یابد. هنگامی که بادهای سانتا آنا متوقف می‌شوند، لایه دریایی سرد و مرطوب می‌تواند به سرعت بر روی اقیانوس دوباره شکل بگیرد اگر شرایط مناسب باشد. هوای داخل لایه دریایی بسیار مرطوب می‌شود و ابرهای کم‌ارتفاع یا مه تشکیل می‌شود. اگر گرادیان‌های باد به اندازه کافی قدرت داشته باشند، این مه دریایی به سمت مناطق ساحلی دمیده می‌شود. این نشانه‌ای از یک انتقال ناگهانی و غافلگیرکننده از شرایط گرم و خشک سانتا آنا به هوای دریایی سرد و مرطوب است، زیرا مه سانتا آنا می‌تواند به سرعت به ساحل برسد و شهرها را در عرض تنها پانزده دقیقه در بر بگیرد. با این حال، یک مه واقعی سانتا آنا نادر است، زیرا نیاز به شرایطی دارد که به شکل‌گیری سریع لایه دریایی کمک کند، همراه با یک تغییر سریع و قوی در گرادیان‌های باد از بادهای دور از ساحل به بادهای ساحلی. در بیشتر موارد معمولی‌تر، سیستم فشار بالای حوضه بزرگ که ابتدا شرایط سانتا آنا را ایجاد کرده، کندتر ضعیف می‌شود یا به سمت شرق ایالات متحده حرکت می‌کند. در این حالت معمولی‌تر، بادهای سانتا آنا متوقف می‌شوند، اما شرایط گرم و خشک تحت یک توده هوای ایستا برای روزها یا حتی هفته‌ها بعد از پایان رویداد باد سانتا آنا ادامه می‌یابد.
یک پدیده مرتبط دیگر زمانی رخ می‌دهد که شرایط سانتا آنا ضعیف باشد، به طوری که هوای خشک و گرم در دره‌های داخلی انباشته می‌شود که ممکن است تمام راه به سطح دریا نرسد. در این شرایط، رانندگان خودرو می‌توانند از دره سن فرناندو که در آن شرایط آفتابی و گرم است، از میان کوه‌های سانتا مونیکا عبور کنند و به هوای سرد و ابری، ابرهای کم‌ارتفاع و مه‌ای برسند که ویژگی توده هوای دریایی است. این و مه سانتا آنا مثال‌هایی از وارونگی دما در هواشناسی هستند.

### بادهای سانداونر
بادهای مشابه در منطقه سانتا باربارا، کالیفرنیا و گولیتا، کالیفرنیا بیشتر در اواخر بهار تا اوایل تابستان رخ می‌دهند و در هنگام غروب، یا «غروب آفتاب»، به بیشترین شدت خود می‌رسند؛ به همین دلیل نام «سانداونر» به این بادها داده شده است. به دلیل اینکه مناطق فشار بالا معمولاً به سمت شرق حرکت می‌کنند و گرادیان فشار در جنوب کالیفرنیا را به سمت شمال‌شرقی تغییر می‌دهند، معمول است که رویدادهای باد «سانداونر» یک یا دو روز پیش از رویدادهای سانتا آنا رخ دهند.

## تأثیرات تاریخی

نم‌سنج نشان‌دهنده رطوبت پایین در جریان باد سانتا آنا

بادهای سانتا آنا و آتش‌سوزی‌های مهیب همراه آن‌ها جزئی از اکوسیستم حوضه لس آنجلس برای بیش از ۵۰۰۰ سال بوده‌اند و به دوره‌های اولیه سکونت در این منطقه توسط مردم تونگوا و تاتاویم بازمی‌گردند.
بادهای سانتا آنا از قرن نوزدهم میلادی در سوابق زبان انگلیسی به عنوان یک پدیده آب و هوایی در جنوب کالیفرنیا شناخته و گزارش شده‌اند. در زمان جنگ آمریکا و مکزیک، دریادار رابرت اف. استاکتون گزارش داد که «طوفان بادی عجیب و پر از گرد و غبار» در شب وارد شد در حالی که نیروهای او در ژانویه ۱۸۴۷ در حال حرکت به سمت جنوب کالیفرنیا بودند.
در طول تاریخ، انواع مختلفی از بادهای گرم و خشک به عنوان طوفان‌های گرد و غبار، بادهای با نیروی طوفان و شمال‌شرقی‌های خشونت‌آمیز توصیف شده‌اند که خانه‌ها را تخریب و باغات میوه را نابود کرده‌اند. آرشیو روزنامه‌ها تصاویر زیادی از خسارات منطقه‌ای از زمان آغاز گزارش‌دهی خبری در لس آنجلس دارند. زمانی که حوضه لس آنجلس عمدتاً منطقه‌ای کشاورزی بود، کشاورزان به ویژه از این بادها به دلیل پتانسیل آن‌ها برای نابودی محصولات می‌ترسیدند.
در اوایل دسامبر ۲۰۱۱، بادهای سانتا آنا قوی‌ترین بادهایی بودند که تاکنون ثبت شده‌اند. یک الگوی جوی رخ داد که باعث شد شهرهای پاسادنا، کالیفرنیا و التادنا، کالیفرنیا در دره سن گابریل تحت تأثیر بادهای پایدار با سرعت ۹۷ مایل بر ساعت (۱۵۶ کیلومتر بر ساعت) قرار گیرند و طوفان‌هایی با سرعت‌های بالا تا ۱۶۷ مایل بر ساعت (۲۶۹ کیلومتر بر ساعت) به وقوع بپیوندد.
این بادها هزاران درخت را از ریشه کندند و باعث قطع برق برای بیش از یک هفته شدند. مدارس تعطیل شدند و «وضعیت اضطراری» اعلام گردید. این بادها پروازها را در فرودگاه بین‌المللی لس آنجلس (LAX) زمین‌گیر کردند، خانه‌ها را تخریب کردند و حتی به حدی قوی بودند که یک چراغ راهنمایی بتنی را از پایه خود شکستند.
این بادها همچنین از کوه مانموث و بخش‌هایی از یوتا عبور کردند. کوه مانموث یک طوفان با سرعت نزدیک به رکورد ۱۷۵ مایل بر ساعت (۲۸۲ کیلومتر بر ساعت) را در ۱ دسامبر ۲۰۱۱ تجربه کرد.

## آتش‌سوزی‌ها
بادهای سانتا آنا به دلیل اینکه همزمان «بادی» و «خشک‌کننده» هستند، به شدت با خطر آتش‌سوزی‌های منطقه‌ای در ارتباط هستند.
این بادها در برخی از بزرگ‌ترین و مرگبارترین آتش‌سوزی جنگلهای منطقه (و حتی ایالت) دخیل بوده‌اند، از جمله آتش‌سوزی ۲۰۱۷ توماس، آتش‌سوزی سدر، آتش‌سوزی لاگونا، آتش‌سوزی قدیمی، آتش‌سوزی اسپرانزا و آتش‌سوزی ویتچ کرییک. سایر آتش‌سوزی‌های بزرگ که با بادهای سانتا آنا تغذیه شده‌اند شامل موارد زیر است:
- آتش‌سوزی کانین سانتیاگو ۱۸۸۹
- آتش‌سوزی بیل ایر ۱۹۶۱[۵]
- آتش‌سوزی آناهایم ۱۹۸۲[۵]
- در اکتبر ۱۹۹۳، بادهای سانتا آنا موجب بروز یک رشته آتش‌سوزی بزرگ شدند که شامل آتش‌سوزی لاگونا و آتش‌سوزی کینلوآ بود.
- در اکتبر ۲۰۰۷، بادها موجب بروز یک رشته آتش‌سوزی عمده در کالیفرنیا جنوبی شدند که از شهرستان‌های سن دیه‌گو تا سانتا باربارا را دربر گرفت.
- در نوامبر ۲۰۰۸، بادهای سانتا آنا در بروز آتش‌سوزی‌های آتش‌سوزی تی، آتش‌سوزی سی‌یر و آتش‌سوزی کمپلکس آزادراه‌ها مؤثر بودند.
- در مه ۲۰۱۴، بادهای سانتا آنا موجب آغاز آتش‌سوزی‌های شهرستان سن دیه‌گو ۲۰۱۴ شدند، تقریباً چهار ماه پس از آتش‌سوزی کالبی در شمال شهرستان لس آنجلس (کالیفرنیا).
- در دسامبر ۲۰۱۷، یک خوشه از بیست و پنج آتش‌سوزی در جنوب کالیفرنیا به دلیل بادهای طولانی‌مدت و قوی سانتا آنا تشدید شدند.
- در سپتامبر ۲۰۲۰، آتش‌سوزی‌های ۲۰۲۰ کالیفرنیا در جنوب کالیفرنیا تحت تأثیر یک رویداد ضعیف سانتا آنا قرار گرفتند، از جمله آتش‌سوزی در دره، آتش‌سوزی ال دورادو و آتش‌سوزی بابکت.
- در دسامبر ۲۰۲۴، آتش‌سوزی فرانکلین در ملیبو، کالیفرنیا به شدت تحت تأثیر بادهای قوی سانتا آنا قرار گرفت و منجر به گسترش سریع و آسیب گسترده بر ۳٬۹۰۰ جریب فرنگی (۱٬۶۰۰ هکتار) شد.[۲۵]
- در ژانویه ۲۰۲۵، یک رویداد شدید باد سانتا آنا موجب بروز آتش‌سوزی جنگل‌های کالیفرنیا جنوبی ژانویه ۲۰۲۵ در جنوب کالیفرنیا شد که عمدتاً منطقه لس آنجلس بزرگ را تحت تأثیر قرار داد.[۲۶]

## اثرات سلامتی
بادهای سانتا آنا قادرند اسپورهای کوکسیدیوئیدس ایمیتیس و کوکسیدیوئیدس پوزاداسایی را به مناطق غیرآندمیک منتقل کنند، که یک قارچ پاتوژن است و موجب بیماری کوکسیدیومایکوزیس (تب دره) می‌شود. عفونت‌های علامت‌دار (۴۰ درصد موارد) معمولاً به صورت یک بیماری شبیه آنفلوانزا با تب، سرفه، سردرد، راش و درد عضلانی ظاهر می‌شوند. عوارض جدی شامل پنومونی شدید، گره‌های ریوی، و بیماری منتشره است که در آن قارچ در سراسر بدن گسترش می‌یابد. فرم منتشره کوکسیدیومایکوزیس می‌تواند بدن را به شدت آسیب بزند، باعث زخم‌های پوستی، آبسه‌ها، آسیب به استخوان‌ها، درد شدید مفاصل، التهاب قلب، مشکلات دستگاه ادراری، مننژیت و اغلب مرگ شود.

## ریشه‌شناسی نام
بهترین توضیح پذیرفته‌شده برای نام «بادهای سانتا آنا» این است که از دره سانتا آنا در شهرستان اورنج، کالیفرنیا گرفته شده است، یکی از مکان‌های متعدد که این بادها به شدت می‌وزند. ارجاعات به نام «بادهای سانتا آنا» از سال ۱۸۸۲ در روزنامه‌ها دیده می‌شود. طبق گزارش Riverside Press-Enterprise در سال ۲۰۲۰:
طبق تحقیقاتی که توسط مورخ شهرستان اورنج، کریس جپسون، انجام شده است، اولین ارجاع ثبت‌شده به این اصطلاح در سال ۱۸۷۱ از Anaheim Gazette آمده است. برای هر کسی که در آن زمان در شهرستان اورنج زندگی می‌کرد، به نظر می‌رسید که بادها از دره سانتا آنا می‌آیند، بنابراین این نام انتخاب شده است. با این حال، انتخاب نام «بادهای سانتا آنا» برای این شهر مورد رضایت اعضای اتاق بازرگانی سانتا آنا، کالیفرنیا قرار نگرفت و آنها سال‌ها برای تغییر نام مبارزه کردند.
نام «باد سانتا آنا» پس از یک داستان جنجالی در سال ۱۹۰۱ که به آسیب‌های ناشی از باد اشاره داشت، به‌طور ملی شناخته شد.
یک روایت ادعا کرده بود که اصطلاح "باد سانتا آناً از یک عبارت بومی آمریکایی برای "باد شیطان" گرفته شده است که سپس توسط کالیفرنیاها به صورت "Satanás" (به معنای شیطان) تغییر یافته و بعدها به "Santa Ana" تحریف شده است. با این حال، یک متخصص در زبان‌های بومی محلی ادعا می‌کند که این اصطلاح بومی "Santana" هرگز وجود نداشته است. هیچ مدرکی هرگز برای تأیید این توضیح وجود نداشته و احتمالاً یک ریشه‌شناسی نادرست است.
در سال ۱۹۳۳، کشیش کاتولیک رومی جان اوکانل از مأموریت سان خوان کاپیسترانو گزارش داد که دن جیسوس آگیلار، متولد ۱۸۵۵ در کاپیسترانو، گفته بود که در زمان او بادها به نام "el viento del norte" ("باد شمال") شناخته می‌شدند.

## در فرهنگ عامه
بادهای سانتا آنا به‌طور گسترده‌ای بر تغییرات خلق و خو و رفتار انسان‌ها تأثیر می‌گذارند.  این بادها معمولاً در داستان‌ها به عنوان عامل ایجاد حالت روحی تنش‌آلود، ناراحت‌کننده و خشم‌آلود در میان مردم لس آنجلس توصیف می‌شوند. همان‌طور که نیویورک تایمز در سال ۲۰۰۳ نوشت، «باد خشک و گرم سانتا آنا اغلب نماد تهدیدی نامشخص است که درست زیر سطح زندگی آفتابی کالیفرنیا نهفته است.» طبق وبلاگ کتاب‌های Pasadena Public Library، این بادها به‌طور قابل توجهی در آثار ریچارد هنری دانه جونیور در کتاب Two Years Before the Mast، داستان فیلیپ مارلو "Red Wind" از ریموند چندلر، سه مقاله از جوان دیدیون ("Some Dreamers of the Golden Dream" و "Los Angeles Notebook" که در کتاب ۱۹۶۸ او Slouching Towards Bethlehem گنجانده شده‌اند، و "Fire Season" که در کتاب ۱۹۹۲ او After Henry گنجانده شده است)، The Husband از دین کونتز، White Oleander از جانیت فیتچ، و Less than Zero از برت ایستون الیس حضور دارند. در رمان «کالیفرنیا» توماس پینچن در سال ۲۰۰۹، Inherent Vice، بادهای سانتا آنا حضور دارند و طبق گفته یک محقق، «توصیف ضروری فیلم نوآر از تأثیرات آن در صفحه ۹۸ آمده است.»
دیوید ل. اولین، ستون‌نویس روزنامه لس آنجلس تایمز، اظهار داشت: «... برای نویسندگانی همچون دیدیون و چندلر، بادهای سانتا آنا نمادی از بی‌ثباتی است زیرا برای آنها، لس آنجلس جهانی آشفته است. ما می‌توانیم با این برداشت از شهر مخالفت کنیم؛ من گاهی این کار را می‌کنم و گاهی نه. اما زمانی که باد سانتا آنا شروع به وزیدن می‌کند، من به‌طور غیرقابل اجتنابی عصبی می‌شوم… و در معنای کاملاً ملموس، نمی‌توانم خود را آرام کنم.»
| «                                | باد بیابانی در آن شب می‌وزید. یکی از بادهای خشک و داغ سانتا آنا بود که از میان دره‌های کوهستانی می‌گذشت و موهایتان را تاب می‌داد و اعصاب شما را به تکاپو می‌انداخت و پوستتان را می‌خارانید. در شب‌هایی مثل این، هر مهمانی مشروبات الکلی به دعوا ختم می‌شود. زن‌های ضعیف احساس می‌کنند که لبه چاقو را حس می‌کنند و به گردن شوهرانشان نگاه می‌کنند. هر چیزی ممکن است اتفاق بیفتد. حتی ممکن است یک لیوان پر از آبجو در یک سالن نوشیدنی به شما بدهند. | » |
| —ریموند چندلر، "Red Wind" (1938) | |   |

| «                                                                          | کودک ناآرام است. خدمتکار بداخلاق است. من یک بحث کهنه را با شرکت تلفن از سر می‌گیرم، سپس ضرر خود را قطع می‌کنم و دراز می‌کشم، تسلیم هر آنچه که در هواست. زندگی با باد سانتا آنا یعنی پذیرش، آگاهانه یا ناآگاهانه، دیدگاه عمیقاً مکانیکی از رفتار انسانی. خشونت و غیرقابل پیش‌بینی بودن باد سانتا آنا تأثیر زیادی بر کیفیت زندگی در لس آنجلس دارد و بی‌ثباتی، ناپایداری آن را برجسته می‌کند. این باد به ما نشان می‌دهد که چقدر به لبه پرتگاه نزدیکیم. | » |
| —جوان دیدیون، "Los Angeles Notebook" در Slouching Towards Bethlehem (1968) | |   |

وقتی تپه‌های لس‌آنجلس در آتش می‌سوزند

درختان نخل چون شمع‌هایی در بادهای مرگبار می‌سوزند

زندگی‌های زیادی در این باد پراکنده‌اند / حتی ستارگان هم آرام نیستند

و لس‌آنجلس در حال سوختن است.— بد ریلیجین، "Los Angeles Is Burning" (۲۰۰۴)
برخی از این تغییرات خلق و خو احتمالاً به دلیل افزایش الکتریسته ساکن در شرایط خشک است. به همین دلیل، داستان‌های عامیانه کالیفرنیا بادها را به «درخشندگی عجیب در قالب جرقه‌ها و درخشندگی‌هایی که با بادها همراه است» و افراط در «یون‌های مثبت، که سلامت، رفاه و خلق و خو را مختل می‌کنند» نسبت می‌دهند.

### ارجاعات تلویزیونی
- قسمت "پرچم قرمز" از سریال ۹-۱-۱ (مجموعه تلویزیونی)
- در یکی از قسمت‌های درام برادران و خواهران (مجموعه تلویزیونی ۲۰۰۶)، شخصیتی که اخیراً به لس آنجلس بازگشته است، مجبور می‌شود با ترس دوران کودکی‌اش از بادهای سانتا آنا روبرو شود در حالی که در حال تصمیم‌گیری در زندگی عاشقانه‌اش است.
- بادهای سانتا آنا در سریال موزیکال سی‌دابلیو Crazy Ex-Girlfriend به‌صورت یک راوی شیطان‌صفت که مسئول بوسیدن اولین‌بار شخصیت‌های اصلی و دشمنان، ربکا و ناتانیل است، تجسم می‌شوند. یک آهنگ به نام "Santa Ana Winds" به سبک doo-wop که یادآور فرانکی والی است، خوانده می‌شود و بیننده را با خود بادها آشنا می‌کند.[۳۹]
- در یکی از قسمت‌های تازه‌کار (مجموعه تلویزیونی)، بادهای سانتا آنا در طول قسمت به نمایش گذاشته می‌شوند و یکی از شخصیت‌های اصلی به آنها اشاره می‌کند.

### ارجاعات فیلم و موسیقی
- فیلم تعطیلات (فیلم ۲۰۰۶) به کارگردانی نانسی مایرز
- در کتاب White Oleander و فیلمی به همین نام
- فیلم The Return of Count Yorga (۱۹۷۱)، بادهایی که با افزایش فعالیت خون‌آشام‌ها مرتبط هستند
- در فیلم فرار از لس آنجلس، شخصیت اسنیک با استفاده از گلایدر بر روی بادها سوار می‌شود تا به پایگاه دشمن برسد

### ارجاعات به آهنگ‌ها
- تک‌آهنگ "بگیر بیماری‌ام راً از بن لی
- قطعه افتتاحیه "بادهای سانتا آناً از آلبوم دوم گروه "The Sloppy Boys" با عنوان "رقص بر باد"
- آهنگ "خواهران بابل" از استیلی دن ("این بادهای سانتا آنا دوباره می‌آیند")
- آهنگ "باران تابستان" از بلیندا کارلایل
- آهنگ "بادهای سانتا آناً از بیچ بویز
- آهنگ "زن سانتا آناً از گروه "The Bobs"
- آهنگ "من لس آنجلس را دوست دارم" از رندی نیومن
- آهنگ "قلب شب" از اریک چرچ در آلبوم "قلب"
- آهنگ "آن را شیرین بساز" از گروه "Old Dominion"
- آهنگ "بادهای سانتا آناً از ویلون پین
- آهنگ "بادهای سانتا آناً از گروه سروایور در آلبوم ۱۹۸۳ "گرفتار در بازی"
- آهنگ "ستارگان غربی" از بروس اسپرینگستین در آلبوم ۲۰۱۹ "ستارگان غربی"
- آهنگ "باد شیطان" از "Lagrimas" در دمو ۲۰۱۹
- آهنگ "سنتا آنا خنک" از گروه‌های "مدرن اوریجینال" و "The Mowgli's" (۲۰۲۲)
- آهنگ "برد لاگن" از گروه "Rancid" در آلبوم "شِف اید: آلبوم پارک جنوبی" (۱۹۹۸)
- آهنگ "هومبوی" از مایکل مک‌دونالد در آلبوم ۱۹۹۰ "آن را به دل بگیر"
- آهنگ "در شعله‌هاً از "She Wants Revenge" (۲۰۱۱)
- آهنگ "پسر باغ‌بان" از گروه "Mew" (۲۰۰۶)
- آهنگ "پول هوشمند" از مارک نافلر در آلبوم "یک رودخانه عمیق" (۲۰۲۴)
- آهنگ "پراکنده مغز" از امی (Emei) (۲۰۲۳)
- آهنگ "لس آنجلس در حال سوختن است" از گروه بد ریلیجین در آلبوم "امپراتوری اولین ضربه می‌زند" (۲۰۰۴)
- آهنگ "بادهای سانتا آناً از گروه "منطق حیوانی" در آلبوم "منطق حیوانی" (۱۹۸۹)
- آهنگ "کالیفرنیاً از لانا دل ری در آلبوم "نورمن فاکینگ راک‌ول!" (۲۰۱۹)
- آهنگ "باد را نگه‌دار، دوناً از گروه "The Swirling Eddies" در آلبوم "الویس در فضای باز" (۱۹۸۹)